# Mike van de Goor
Mike Willem Frank (Mike) van de Goor (Oss, 14 mei 1973) is een Nederlands oud-volleybalinternational en behoort tot de gouden generatie die in 1996 olympisch kampioen werd in Atlanta. Hij nam in totaal driemaal deel aan de Olympische Spelen.
Tijdens zijn olympisch debuut op de Olympische Spelen van 1996 in Atlanta won hij, samen met zijn broer Bas van de Goor, met het Nederlands team een gouden medaille. Het Nederlandse team versloeg in de finale Italië. Vier jaar later op de Olympische Spelen van Sydney werd hij met het Nederlands team vijfde.
In 2004 was hij lid van het Nederlands team dat op de Zomerspelen in Athene ex aequo negende werd.

## Palmares

### volleybal
- 1996:  Olympische Spelen
- 2000: 5e Olympische Spelen
- 2004: 9e Olympische Spelen

Peter Blangé · Rob Grabert · Guido Görtzen · Henk-Jan Held · Misha Latuhihin · Jan Posthuma · Brecht Rodenburg · Richard Schuil · Bas van de Goor · Mike van de Goor · Olof van der Meulen · Ron Zwerver
Peter Blangé · Albert Cristina · Martijn Dieleman · Bas van de Goor · Mike van de Goor · Guido Görtzen · Martin van der Horst · Joost Kooistra · Reinder Nummerdor · Richard Schuil
Rob Bontje · Albert Cristina · Kay van Dijk · Nico Freriks · Dirk-Jan van Gendt · Mike van de Goor · Guido Görtzen · Robert Horstink · Marko Klok · Reinder Nummerdor · Richard Schuil · Jeroen Trommel